# Peugeot Nautilus
La Peugeot Nautilus est un concept car présenté en 1997, élaboré à partir d’une plate-forme mécanique de Peugeot 605.
Élaborée à partir d’une plate-forme mécanique de Peugeot 605 (un mulet de la dernière version équipée du nouveau moteur V6), l’énième réalisation de Pininfarina dispose d’un empattement et de voies sensiblement allongés : plus 15 centimètres pour le premier, plus 12 centimètres pour les secondes. Longue de près de 5 mètres, la Nautilus se révèle beaucoup plus encombrante et donc beaucoup moins maniable que la 605. Son poids, sensiblement plus élevé que celui de la berline Peugeot, induit une conduite alliant respect et dignité. Car malgré l’ambiguïté de sa carrosserie et de son patronyme, la Nautilus n’a rien d’un véhicule amphibie.
L’habitacle fait table rase de la parenté avec le constructeur sochalien. La position de conduite beaucoup plus sportive, avec une assise très allongée, demande un temps d’adaptation. Les sièges enveloppants et l’immense pare-brise incliné confirment l’ambiance sport. La sensation d’espace et de luminosité est optimisée par une planche de bord très discrète et un pavillon vitré. Face au conducteur, une trappe entrouverte laisse apparaître deux compteurs à fond blancs. Le levier de vitesses en aluminium séduit l’œil. Sur la route, la Nautilus n’aime guère se faire chahuter. Ses porte-à-faux généreux et son long nez profilé, ponctué d’une calandre écaillée, lui permettent d’envisager plus sereinement les traversées de continent à continent que les enfilades de virages entre deux rochers.